# Fußball-Weltmeisterschaft 2006/Brasilien
Dieser Artikel behandelt die brasilianische Nationalmannschaft bei der Fußball-Weltmeisterschaft 2006 in Deutschland.
Titelverteidiger Brasilien schied im Viertelfinale gegen den späteren Vizeweltmeister Frankreich aus und konnte damit seinen Titel nicht verteidigen.

## Qualifikation
Erstmals musste sich auch der amtierende Weltmeister für die WM qualifizieren.
| Kolumbien – Brasilien | 1:2 (1:1) |
| 0:1 Ronaldo (23.), 1:1 Ángel (39.), 1:2 Kaka (62.)                                                                       |           |
| Brasilien – Ecuador | 1:0 (1:0) |
| 1:0 Ronaldinho (13.) |           |
| Peru – Brasilien | 1:1 (0:1) |
| 0:1 Rivaldo (21./FE), 1:1 Solano (68.)                                                                                   |           |
| Brasilien – Uruguay | 3:3 (2:0) |
| 1:0 Kaka (20.), 2:0 Ronaldo (28.), 2:1 Forlán (57.), 2:2 Forlán (75.), 2:3 Gilberto (77./ET), 3:3 Ronaldo (86.)          |           |
| Paraguay – Brasilien | 0:0       |
| Brasilien – Argentinien                                                                                                  | 3:1 (1:0) |
| 1:0 Ronaldo (16./FE), 2:0 Ronaldo (67./FE), 2:1 Sorín (79.), 3:1 Ronaldo (90./FE)                                        |           |
| Chile – Brasilien | 1:1 (0:1) |
| 0:1 Luís Fabiano (16.), 1:1 Navia (89./FE)                                                                               |           |
| Brasilien – Bolivien | 3:1 (3:0) |
| 1:0 Ronaldo (1.), 2:0 Ronaldinho (13.), 3:0 Adriano (44.), 3:1 Cristaldo (49.)                                           |           |
| Venezuela – Brasilien | 2:5 (0:2) |
| 0:1 Kaka (6.), 0:2 Kaka (35.), 0:3 Ronaldo (49.), 0:4 Ronaldo (51.), 0:5 Adriano (75.), 1:5 Morán (80.), 2:5 Morán (90.) |           |
| Brasilien – Kolumbien | 0:0       |
| Ecuador – Brasilien | 1:0 (0:0) |
| 1:0 Méndez (77.) |           |
| Brasilien – Peru | 1:0 (0:0) |
| 1:0 Kaka (73.) |           |
| Uruguay – Brasilien | 1:1 (0:0) |
| 1:0 Forlán (49.), 1:1 Emerson (68.)                                                                                      |           |
| Brasilien – Paraguay | 4:1 (2:0) |
| 1:0 Ronaldinho (33./FE), 2:0 Ronaldinho (42./FE), 3:0 Ze Roberto (71.), 3:1 Roque Santa Cruz (73.), 4:1 Robinho (83.)    |           |
| Argentinien – Brasilien                                                                                                  | 3:1 (3:0) |
| 1:0 Crespo (3.), 2:0 Riquelme (18.), 3:0 Crespo (40.), 3:1 Roberto Carlos (71.)                                          |           |
| Brasilien – Chile | 5:0 (4:0) |
| 1:0 Juan (11.), 2:0 Robinho (21.), 3:0 Adriano (27.), 4:0 Adriano (29.), 5:0 Adriano (90.)                               |           |
| Bolivien – Brasilien | 1:1 (0:1) |
| 0:1 Juninho Pernambucano (25.), 1:1 Castillo (49.)                                                                       |           |
| Brasilien – Venezuela | 3:0 (1:0) |
| 1:0 Adriano (28.), 2:0 Ronaldo (51.), 3:0 Roberto Carlos (61.)                                                           |           |

## Brasilianisches Aufgebot
| Nr.               | Name                    | Verein vor WM-Beginn    | Geburtstag | Spiele   | Tore     |          |          |          |          |
| Torhüter          | Torhüter                | Torhüter                | Torhüter   | Torhüter | Torhüter | Torhüter | Torhüter | Torhüter | Torhüter |
| ----------------- | ----------------------- | ----------------------- | ---------- | -------- | -------- | -------- | -------- | -------- | -------- |
| 1                 | Dida                    | AC Mailand              | 07.10.1973 | 5        | 0        | 0        | 0        | 0        |          |
| 12                | Rogério Ceni            | FC São Paulo            | 22.01.1973 | 1        | 0        | 0        | 0        | 0        |          |
| 22                | Júlio César             | Inter Mailand           | 03.09.1979 | 0        | 0        | 0        | 0        | 0        |          |
| Abwehrspieler     |                         |                         |            |          |          |          |          |          |          |
| 2                 | Cafu                    | AC Mailand              | 07.06.1970 | 4        | 0        | 1        | 0        | 0        |          |
| 3                 | Lúcio                   | FC Bayern München       | 08.05.1978 | 5        | 0        | 0        | 0        | 0        |          |
| 4                 | Juan                    | Bayer 04 Leverkusen     | 01.02.1979 | 5        | 0        | 1        | 0        | 0        |          |
| 6                 | Roberto Carlos          | Real Madrid             | 10.04.1973 | 4        | 0        | 0        | 0        | 0        |          |
| 13                | Cicinho                 | Real Madrid             | 24.06.1980 | 2        | 0        | 0        | 0        | 0        |          |
| 14                | Luisão                  | Benfica Lissabon        | 13.02.1981 | 0        | 0        | 0        | 0        | 0        |          |
| 15                | Cris                    | Olympique Lyon          | 03.06.1977 | 0        | 0        | 0        | 0        | 0        |          |
| 16                | Gilberto                | Hertha BSC              | 25.04.1976 | 1        | 1        | 1        | 0        | 0        |          |
| Mittelfeldspieler |                         |                         |            |          |          |          |          |          |          |
| 5                 | Emerson                 | Juventus Turin          | 04.04.1976 | 3        | 0        | 1        | 0        | 0        |          |
| 8                 | Kaká                    | AC Mailand              | 22.04.1982 | 5        | 1        | 0        | 0        | 0        |          |
| 10                | Ronaldinho              | FC Barcelona            | 21.03.1980 | 5        | 0        | 0        | 0        | 0        |          |
| 11                | Zé Roberto              | FC Bayern München       | 06.07.1974 | 5        | 1        | 0        | 0        | 0        |          |
| 17                | Gilberto Silva          | FC Arsenal              | 07.10.1976 | 4        | 0        | 0        | 0        | 0        |          |
| 18                | Mineiro                 | FC São Paulo            | 02.08.1975 | 0        | 0        | 0        | 0        | 0        |          |
| 19                | Juninho                 | Olympique Lyon          | 30.01.1975 | 3        | 1        | 0        | 0        | 0        |          |
| 20                | Ricardinho              | SC Corinthians Paulista | 23.05.1976 | 2        | 0        | 0        | 0        | 0        |          |
| Stürmer           |                         |                         |            |          |          |          |          |          |          |
| 7                 | Adriano                 | Inter Mailand           | 17.02.1982 | 4        | 2        | 1        | 0        | 0        |          |
| 9                 | Ronaldo                 | Real Madrid             | 22.09.1976 | 5        | 3        | 1        | 0        | 0        |          |
| 21                | Fred                    | Olympique Lyon          | 03.10.1983 | 1        | 1        | 0        | 0        | 0        |          |
| 23                | Robinho                 | Real Madrid             | 25.01.1984 | 4        | 0        | 1        | 0        | 0        |          |
| Trainer           |                         |                         |            |          |          |          |          |          |          |
|                   | Carlos Alberto Parreira |                         | 27.02.1943 |          |          |          |          |          |          |

## Quartier der Mannschaft
Die Mannschaft hatte ihr Quartier in Königstein im Taunus im Kempinski Hotel Falkenstein. Zum Achtelfinale bezog sie das Schlosshotel Lerbach in Bergisch Gladbach.

## Spiele von Brasilien

### Vorrunde
- Dienstag, 13. Juni 2006, 21 Uhr in Berlin
 Brasilien –  Kroatien 1:0 (1:0)
- Sonntag, 18. Juni 2006, 18 Uhr in München
 Brasilien –  Australien 2:0 (0:0)
- Donnerstag, 22. Juni 2006, 21 Uhr in Dortmund
 Japan –  Brasilien 1:4 (1:1)

### Achtelfinale
- Dienstag, 27. Juni 2006, 17 Uhr in Dortmund
 Brasilien –  Ghana 3:0 (2:0)

### Viertelfinale
- Samstag, 1. Juli 2006, 21 Uhr in Frankfurt am Main
 Brasilien –  Frankreich 0:1 (0:0)

## Besonderheiten
- Das im Verhältnis zu den Erwartungen schwache Abschneiden seiner Mannschaft nahm Nationaltrainer Carlos Alberto Parreira zum Anlass, zwei Wochen nach der WM von seinem Amt zurückzutreten.
- Nach dem Ausscheiden im Viertelfinale gegen Frankreich erklärte Roberto Carlos ebenfalls seinen Rücktritt aus der Nationalmannschaft. Er wurde nach dem Ausscheiden gegen Frankreich besonders in Brasilien stark kritisiert. Er hatte sich vor dem Freistoß, auf den das Siegestor durch Thierry Henry folgte, die Socken hochgezogen, anstatt Henry zu decken.
- Ronaldo stellte den alleinigen Rekord für WM-Torschützen bei dieser WM mit seinem 15. Treffer auf.
- Das Spiel gegen Ghana stand später unter dem Verdacht der Manipulation.[1]